# امپراتور گو-ری‌زی
امپراتور گو-ری‌زی (انگلیسی: Emperor Go-Reizei؛ هفتادمین امپراتور ژاپن بود. قبل از رسیدن به تخت پادشاهی ژاپن، نام شخصی او نام ژاپنی چیکاهیتو-شیننو بود. وی بزرگترین پسر امپراتور امپراتور گو-سوزاکو بود. مادر وی از خاندان فوجیوارا بنام فوجیوارا نو کیشی (همسر گو-سوزاکو)، دختر فوجیوارا نو میچیناگا بود. گو-ریزی سه همسر داشت اما هیچ پسر و دختری از این ازدواج‌ها حاصل نشد. پس از وی برادر کوچکترش امپراتور گو-سانجو امپراتور شد.